# Helge Schneider

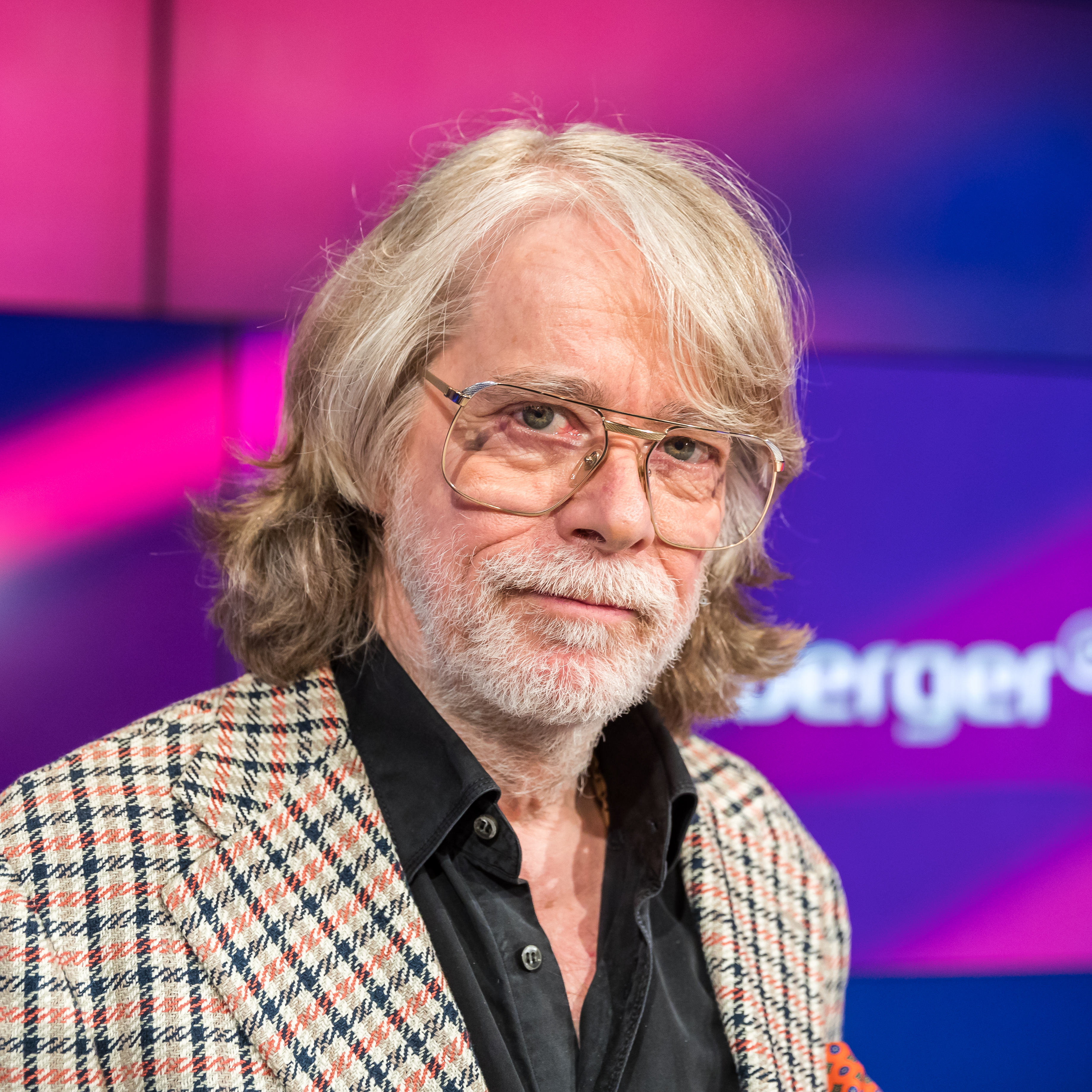
Helge Schneider, 2023

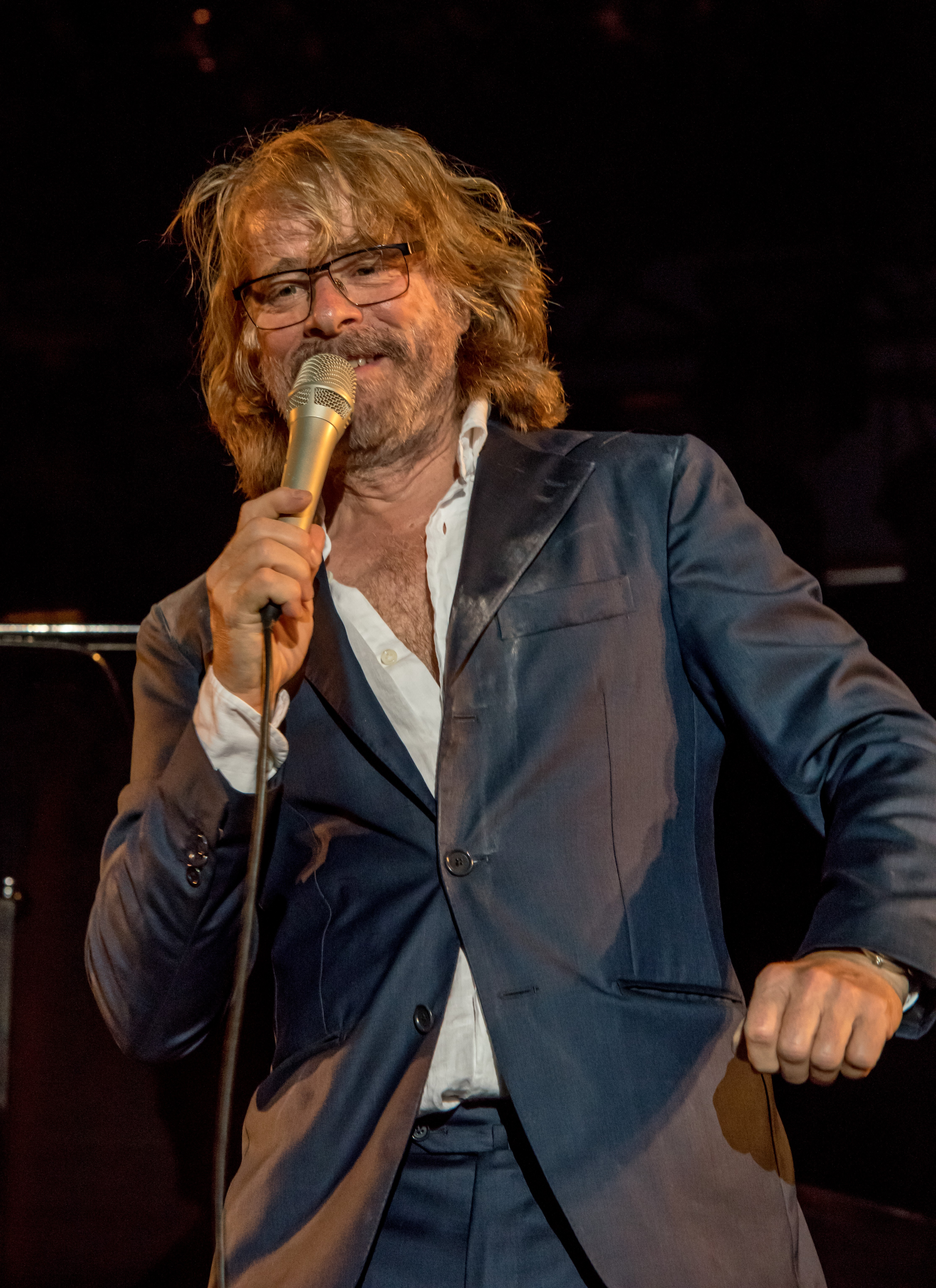
Helge Schneider auf dem ZMF 2017 in Freiburg im Breisgau

Helge Schneider (* 30. August 1955 in Mülheim an der Ruhr) ist ein deutscher Musiker, Unterhaltungskünstler, Komiker, Kabarettist, Schriftsteller, Film- und Theaterregisseur und Schauspieler. Bekannt wurde er durch Bühnenauftritte, in denen er Klamauk und Parodien mit Jazzmusik verbindet. Ein entscheidendes Element seiner Arbeit ist die Improvisation.

## Leben

### Kindheit und Jugend
Helge Schneider wurde 1955 in Mülheim an der Ruhr im Ortsteil Styrum geboren als Sohn des Fernmeldemonteurs Heinrich Schneider und der Finanzbeamtin Anneliese, geborene Schneider. Sein Vater arbeitete später als Revisor für die Mülheimer Vertretung des Telekommunikationsunternehmens Telefonbau und Normalzeit; sein Großvater mütterlicherseits war Vertreter für Triumph-Schreibmaschinen. Er wuchs mit seinen Schwestern Marliese und Kerstin im Mülheimer Stadtteil Heißen auf. Schon in früher Kindheit zeigte sich sein musikalisches Talent: Als Sechsjähriger begann er Klavier und mit zwölf Jahren Cello zu spielen. Anfänglich ein guter Schüler, verlor Schneider bald das Interesse: Er blieb in der neunten Klasse sitzen, brach die Schule 1971 ab und begann eine Lehre als Bauzeichner. Als Grund für den schulischen Absturz nennt er rückblickend seinen damals einsetzenden Drogenkonsum, der seine ganze Jugend geprägt haben soll.
1972 begann er – nach einer Sonderbegabtenprüfung – am Duisburger Konservatorium ein Klavierstudium, das er nach zwei Semestern ebenfalls abbrach. Sein Interesse galt dem Jazz – auf Jamsessions stieg er beispielsweise bei George Maycock ein. Sein Einkommen erzielte er in verschiedenen Berufen wie Landschaftsgärtner, Dekorateur, Tierpfleger, Straßenfeger und Polsterer. Seine Freizeit verbrachte er gern in einem Stehcafé von Eduscho, beobachtete dort die Menschen und prägte sich Gesten und Argumentationen ein. Als beeindruckend und unterhaltsam empfand er dabei ältere Männer, die trotz ihrer Unzulänglichkeiten immer souverän blieben. Diese „Oppas“ wurden Schneider zum Vorbild, daher nannte er diese Zeit sein „Eduscho-Studium“, dem er große Bedeutung für seine spätere Arbeit beimaß.

### Anfänge als Künstler
Ab 1977 verdiente er seinen Unterhalt durch Auftritte mit Peter Burschs Bröselmaschine sowie mit verschiedenen eigenen Bandprojekten, z. B. mit Charly Weiss (Schneider/Weiss Duo aka El Snyder & Charly McWhite aka Helge Schneider Trio). Daneben war er als Studiomusiker (beispielsweise für Albert Mangelsdorff, Eckard Koltermann, Frank Baier), mit Kompositionsaufträgen (für Werner Nekes), als Stummfilmbegleiter und als Schauspieler tätig. Nach der Geburt seiner ersten Tochter sah er sich 1982 vor die Aufgabe gestellt, eine Familie zu ernähren. Deshalb arbeitete er ab 1983 als Studiomusiker, unter anderem bei Marie Deutschland und der DaCapo Movie Band.
1986 spielte er die Hauptrolle im Film Johnny Flash von Werner Nekes. Im Jahr darauf drehte er einen ersten eigenen Film, den Kurzfilm Stangenfieber. Es folgten Auftritte in Filmen von Christoph Schlingensief. Von 1985 bis 1991 war Schneider Co-Moderator der Fernseh-Musik-Sendung Off-Show des WDR, zunächst neben Reinhold Beckmann, ab 1990 neben Evi Seibert. Dort zeigte er kleine Sketche und interviewte Musiker. In der Sendung Queen’s Palace des HR trat er mit Sketchen auf, zeitweise begleitet von Hans Werner Olm. In diesen Jahren arbeitete er an seinen musikalischen Grundlagen, lernte das Spielen vieler weiterer Instrumente und sammelte Bühnenerfahrung. Er entwickelte seinen persönlichen Stil der Antikomik, der sich Kritikern zufolge durch Respektlosigkeit, kindischen Unsinn und das Vermischen von Banalem mit Anspruchsvollem auszeichnet.
Regelmäßig besuchte er in dieser Zeit die Jazz-Sessions im Bahnhof Süd in Essen, in der Werkstatt in Essen-Steele und in der Jazz-und-Art-Galerie in Gelsenkirchen, wo er sich zwanglos mit anderen Musikern zum Improvisieren traf. An Freitagabenden trat er eine Zeitlang im Steeler Café Kulturforum auf und spielte Jazz in einem Trio. 1989 veröffentlichte er seinen ersten Tonträger, Seine größten Erfolge, mit Songs aus dem Film Johnny Flash. Es folgten die Platten Hörspiele 1 & 2 und New York I’m coming.

### Der große Erfolg

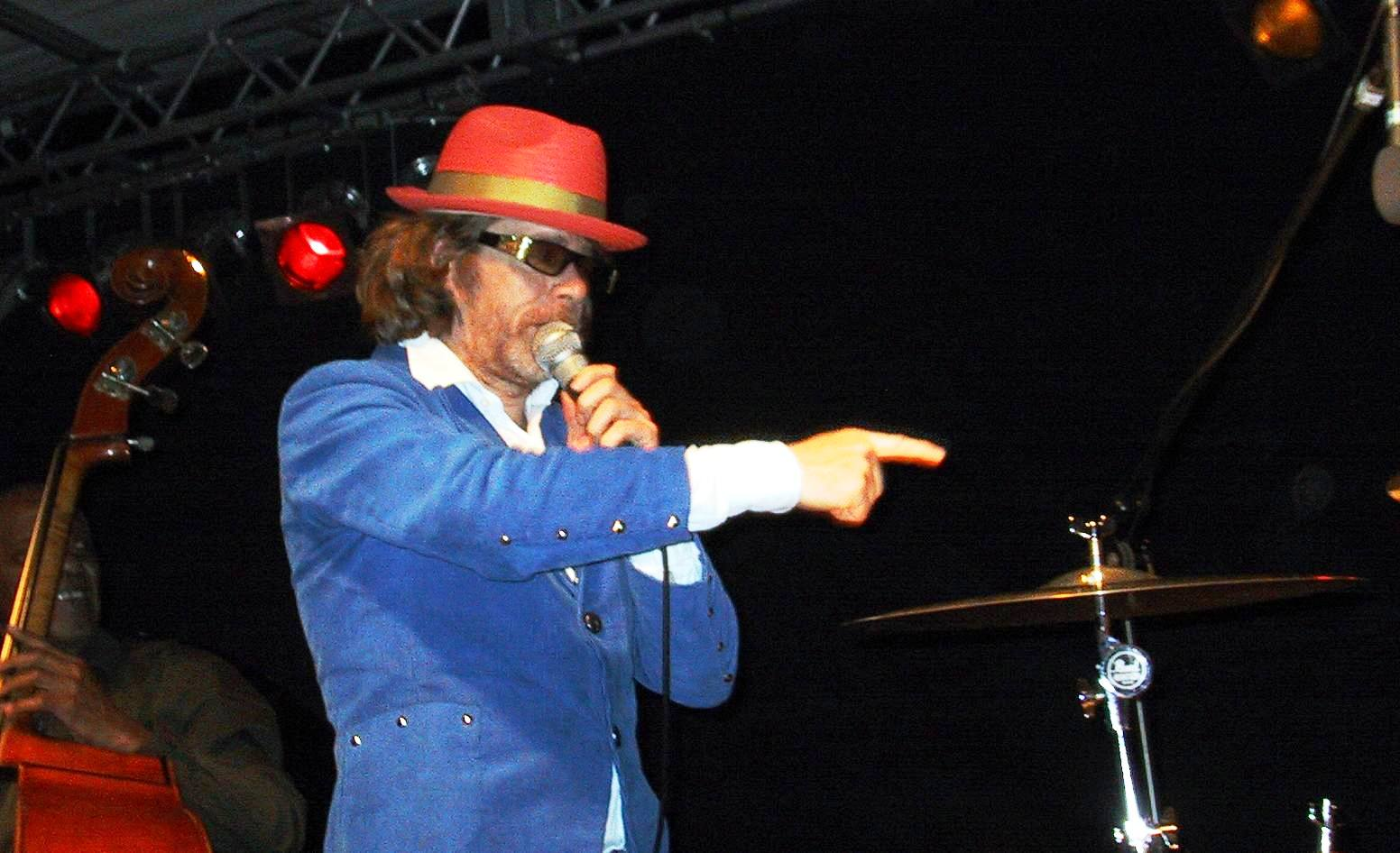
Helge Schneider bei den Mülheimer Jazztagen, 2002

Ab 1989 stieg Schneiders Bekanntheit in Deutschland durch seine Auftritte unter dem selbst zugelegten Beinamen „Die singende Herrentorte“. Auf der Bühne zelebrierte er eine Mischung aus absurden Geschichten, parodistischen Schlagern und Jazzmusik. Er trat solo und mit „seiner kleinen Band“ Hardcore, bestehend aus Buddy Casino (Klavier und Farfisa-Orgel) und Peter Thoms (Schlagzeug), auf.
1992 gelang ihm mit dem jeweils zur Hälfte live und im Studio aufgenommenen Album Guten Tach! der kommerzielle Durchbruch. 1994 wurde Helge Schneider durch einen TV-Auftritt bei Wetten, dass..? einem Millionenpublikum bekannt und das Stück Katzeklo platzierte sich daraufhin in den deutschen Charts. Schneider konnte mit seinen Programmen mehr Besucher erreichen. Es erschien das Doppelalbum Es gibt Reis, Baby, für das er eine Goldene Schallplatte erhielt, und sein erster Kriminalroman. Mit dem Kinostart von Texas – Doc Snyder hält die Welt in Atem erreichte der Kult um Schneider einen vorläufigen Höhepunkt. Zugleich löste dieser in Deutschland eine Diskussion über den kulturellen Wert seiner Arbeit und die Situation des deutschen Humors an sich aus.
Helge Schneider zog sich von der Bühne zurück. Er wollte sich der zunehmenden Vereinnahmung seiner Person durch die Medien und der Stilisierung zu einem Star entziehen. Hinzu kommt, dass er in seinen Programmen immer mehr den Schwerpunkt auf Jazzmusik legte – das allgemeine Publikum hingegen seine Konzerte zunehmend wegen der absurden Geschichten und Schauspieleinlagen besuchte. Er drehte seinen zweiten Film, 00 Schneider – Jagd auf Nihil Baxter.

### Neuanfang

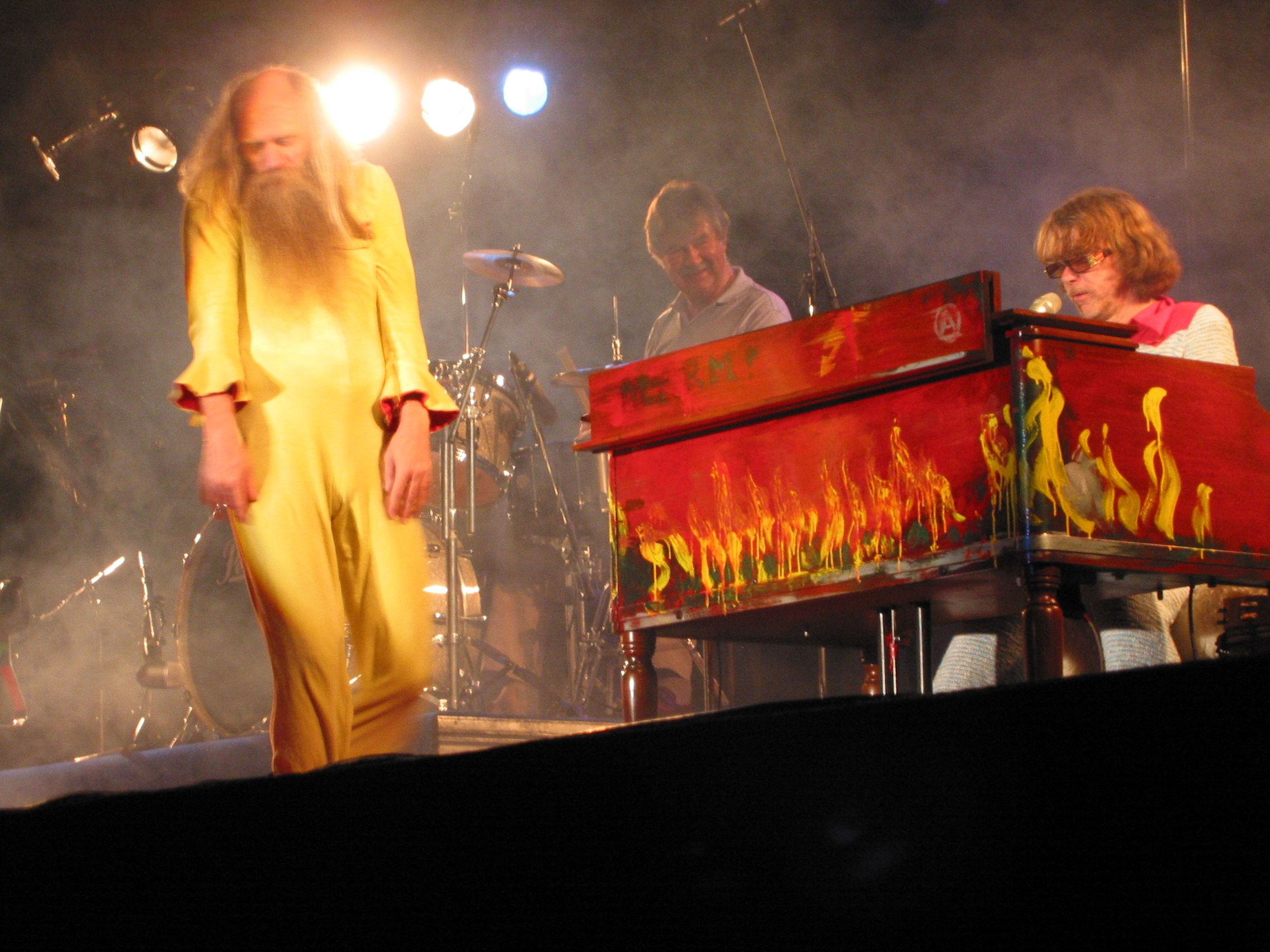
Helge Schneider und Band, 2005: Kampf in Weltall

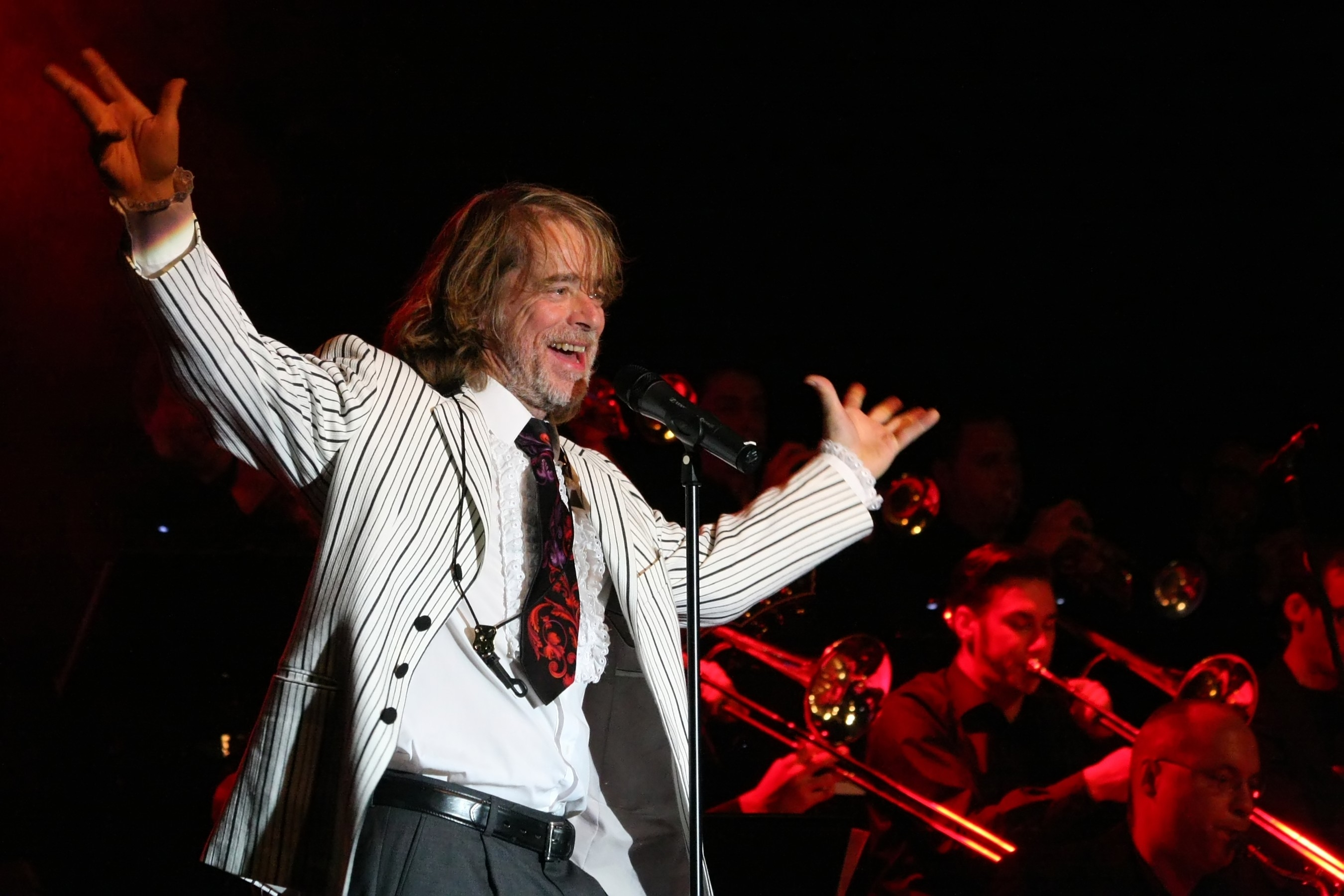
Helge Schneider, 2009

Nach einer zweijährigen Pause gab Schneider 1995 parallel zu dem Album Es rappelt im Karton sein Bühnen-Comeback. Er ging mit einer Bigband auf Tour, bestehend aus alten Freunden und Musikerkollegen aus Mülheim. Seitdem stand er regelmäßig mit wechselnden Besetzungen auf der Bühne, so mit der Rockband Helge & the Firefuckers, mit der kleineren Band Hardcore wie auch solo. Weitere Bücher und Alben wurden veröffentlicht.
Nach dem in seinen Augen misslungenen Film Praxis Dr. Hasenbein (1997), der von der Kritik durchaus wohlwollend aufgenommen wurde, wollte er keine weiteren Filme drehen. Der „Stress“ sei ihm zu groß und das Ergebnis von den vielen Mitarbeitern so stark beeinflusst, dass er seine Handschrift nicht mehr erkennen könne. 2004 machte er trotzdem mit dem Film Jazzclub – Der frühe Vogel fängt den Wurm einen weiteren Versuch mit diesem Medium.
2003 erschloss sich Schneider mit seinem Stück Mendy – das Wusical das Theater. Mit der Single Helges Mörchen-Lied landete er einen weiteren Chart-Hit.

### Nach 2005
Am 11. Januar 2007 startete Mein Führer – Die wirklich wahrste Wahrheit über Adolf Hitler von Regisseur Dani Levy mit Schneider in der Hauptrolle als Adolf Hitler in den Kinos. Im Winter 2007/2008 war er mit seiner Band auf Akopalüze Nau!!!-Tour durch Deutschland. Eine gleichnamige Live-CD erschien Ende 2007. Ende Dezember 2009 startete er die Tour Komm, hier haste ’ne Mark! in seiner Heimatstadt Mülheim. Bis 2014 stand Helge Schneider im Rahmen der Tour Pretty Joe und die Dorfschönheiten unter anderem wieder mit Peter Thoms auf der Bühne. Viele Jahre fuhr Schneider mit einem umgebauten Feuerwehrwagen, in dem er alle Instrumente und Requisiten unterbrachte, zu seinen Auftritten.
Im Herbst 2010 trat er in der Kinowerbung für das Wochenendabonnement der tageszeitung (taz) auf. Dafür wurde ein Ausschnitt aus seinem Film „Jazzclub“ verwendet. Im Oktober 2012 hatte seine Talkshow Helge hat Zeit im WDR Premiere. Die 75-minütige Sendung sollte in „lockerer Folge“ ausgestrahlt werden und beinhaltete Gespräche und Musikeinlagen. Im Januar 2013 wurde bekannt, dass Helge Schneider die Sendung nach nur zwei Folgen beendet, weil es „nicht sein Ding“ sei, er „gehöre auf die Bühne“.
2013 wurde der mit dem Rapper Sido aufgenommene Song „Arbeit“ auf Sidos Album 30-11-80 veröffentlicht. Am 10. Oktober 2013 hatte der neue Kinofilm Kommissar 00 Schneider – Im Wendekreis der Eidechse Deutschlandpremiere. Es handelt sich um eine Fortsetzung des ersten Kommissar-00-Schneider-Films. Das 2013 veröffentlichte Album Sommer, Sonne, Kaktus erreichte Platz 1 in den deutschen Albumcharts. Schneider stand bis 2014 regelmäßig auf der Bühne und schrieb Bücher. 2015 machte er ein Jahr Bühnenpause und hatte nur einen Auftritt in Mülheim an der Ruhr. Im Sommer 2017 begann seine Tour 240 Years of „Singende Herrentorte“! mit Auftritten in Deutschland, Österreich und Luxemburg.
Am 16. Mai 2020 trat er beim von Stefan Raab initiierten Free European Song Contest für Deutschland mit dem Lied Forever At Home an und belegte den 4. Platz. 2021 nahm er erneut teil und trat als Udo Lindenberg mit dem Lied Supergeiler Helge Schneider auf.
Ein am 23. Juli 2021 in Augsburg ursprünglich für 90 Minuten anberaumtes „Strandkorb Open Air“ brach Schneider nach 40 Minuten mit den Worten ab: „Ich muss sagen, das geht mir ziemlich auf den Sack. Ich habe keine Lust mehr“ und begründete dies später mit „massiven Störungen seitens der Gastronomie, die ihre Mitarbeiter immer an der Bühne vorbeischickten, um das Publikum mit Getränken zu versorgen“, wodurch er sich abgelenkt gefühlt habe.
Im Februar 2023 äußerte sich Helge Schneider im Magazin Rolling Stone kritisch zum Thema „kulturelle Aneignung“: „Das Phänomen der ‚Kulturellen Aneignung‘ zum Beispiel interessiert mich überhaupt nicht. Nicht die Bohne relevant“, sagte Schneider. Durch „Kulturelle Aneignung“ entstehe „Gleichmacherei“. 2023 trug er sich erneut ins Goldene Buch der Stadt Mülheim an der Ruhr ein.
Am 14. September 2024 trat er beim Clark Final Fight, dem Comeback-Event von Stefan Raab, in Düsseldorf auf und performte vor dem Boxkampf Raabs gegen Regina Halmich seinen Hit Katzeklo.
Am 31. Oktober 2024 bekam Helge Schneider den Münchhausen-Preis verliehen.

### Familie
Schneider hat sechs Kinder von vier Frauen. Sein jüngster Sohn Charly (* 2010) begleitete ihn 2020 bei einem Auftritt am Schlagzeug.

## Werk
Die Grundlage von Schneiders Arbeit ist die Improvisation, die bei ihm zum künstlerischen Selbstausdruck und zur Lebenseinstellung geworden ist. Bei der Rezeption von Schneiders Kunst wird ihm nachgesagt, einen „Sinn im Unsinn“ zu finden.
Schneiders Werk findet viele Anhänger, wurde aber gelegentlich auch zur Zielscheibe von Kritik.

### Musik

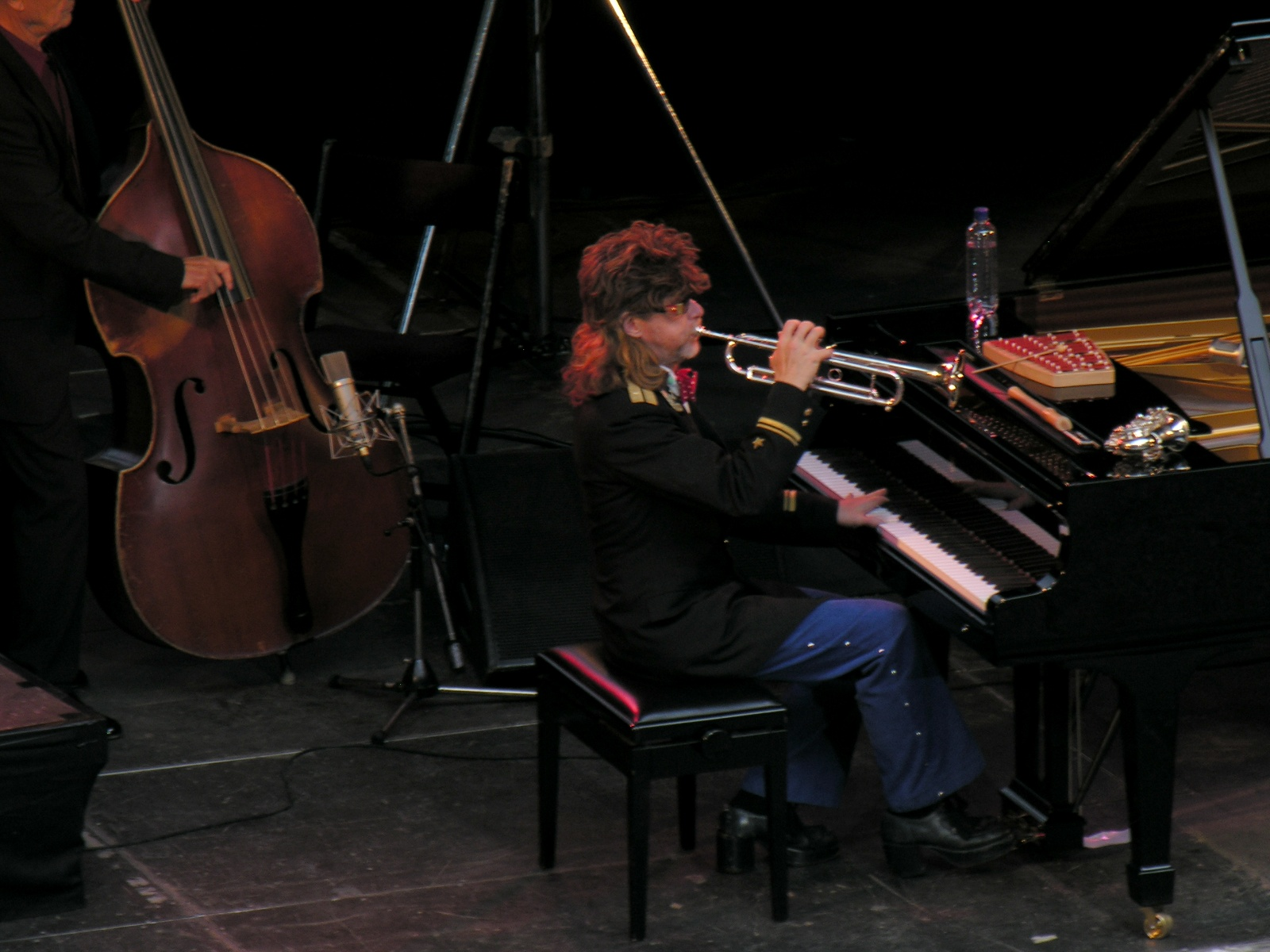
Multiinstrumentale Improvisation: Helge Schneider während der I-Brake-Together-Tour, 2007

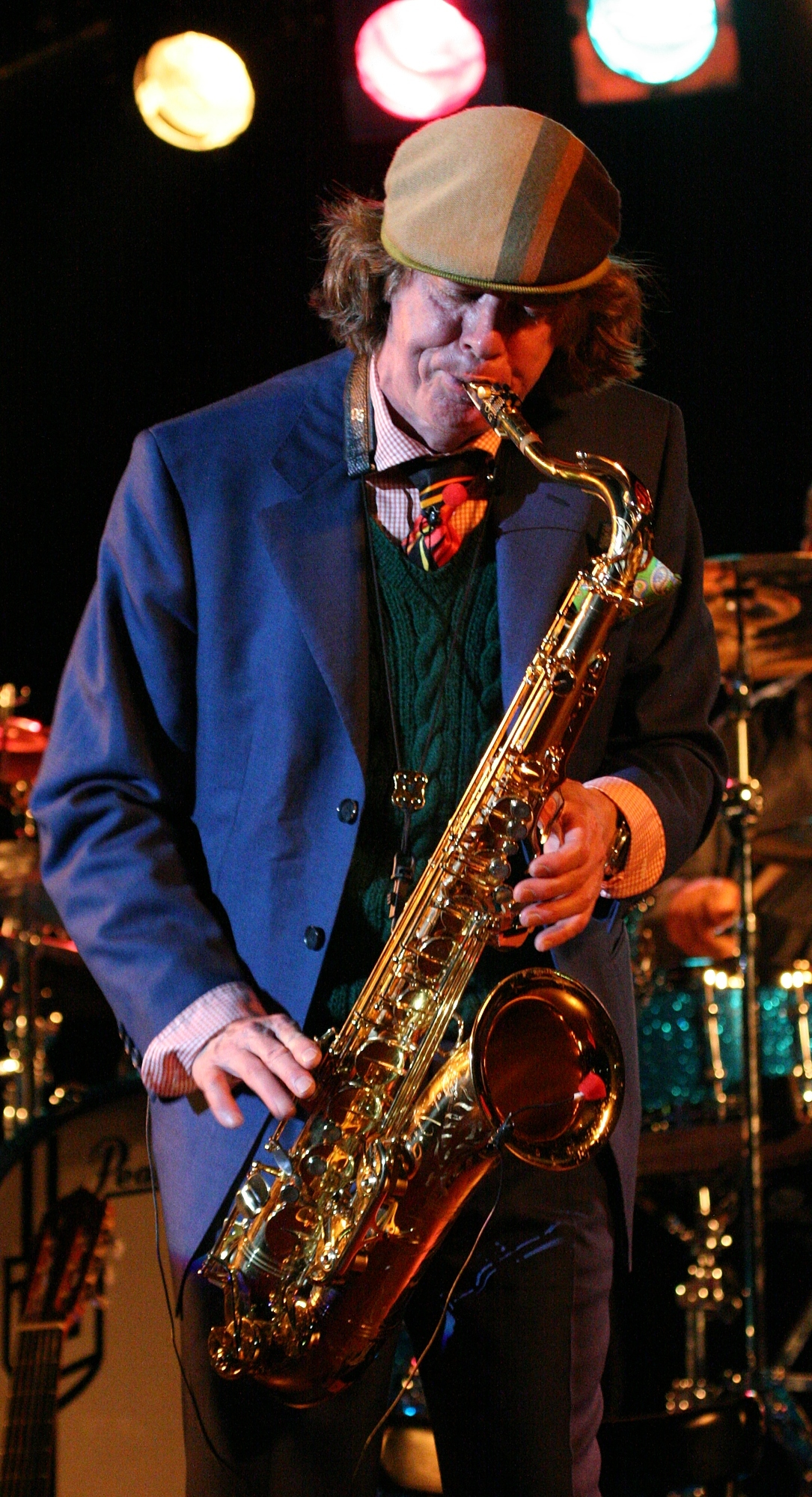
Wullewupp Kartoffelsupp, 2009

Helge Schneider werden eine außerordentliche Musikalität sowie die Fähigkeit nachgesagt, praktisch jedes Instrument in kürzester Zeit zu erlernen und es, wenn auch technisch nicht perfekt, immerhin authentisch spielen zu können. Schon als Kind begann er aus eigenem Antrieb heraus Klavier zu spielen. Über mehrere Jahrzehnte kamen weitere Instrumente hinzu, bei denen er mindestens Grundkenntnisse aufweisen kann, darunter Saxophon, Vibraphon, Marimbaphon, Akkordeon, Gitarre, Geige, Hawaiigitarre, Blockflöte, Schlagzeug, Trompete, Hammond-Orgel, Cello oder Kontrabass. 2008 wurde Helge Schneider vom Bundesverband Klavier als „Klavierspieler des Jahres“ ausgezeichnet.
Schneider ist als Jazzmusiker beeinflusst von Künstlern wie unter anderem Thelonious Monk, Louis Armstrong, Duke Ellington und Earl Hines und ist Interpret von Jazzstandards wie Summertime, ’Round Midnight oder Take Five.
In der porträtierenden TV-Sendung Jam des Musikfernsehsenders Viva erklärte Helge Schneider im Jahre 1997, kurz nach Erscheinen seines Albums Da Humm: „Bis heute hat dieses Gefühl, Monk nahe sein zu wollen, nicht aufgehört […] Wenn ich Klavier spiele, zu Hause, und keiner zuhört, dann habe ich manchmal die Hoffnung, dass ein kleiner Monk in meinen Fingerspitzen wohnt. Ich will nicht sagen, dass er sich nicht an feste Phrasen und feste Metren gehalten hat. Er hat für sich selber seine Phrasen und seine Metren wohlgeordnet kompositorisch erschöpft […] Bei mir ist diese Ordnung auch ganz wichtig.“
Schneiders Begleitband war lange Zeit Hardcore, bestehend aus Buddy Casino (Elektronische Orgel, Klavier) und Peter Thoms (Schlagzeug, Gesang, Tanz). Beide spielten auch Rollen in Schneiders Filmen. Mit Hardcore veröffentlichte er ab 1989 auch Platten, meist mit musikalischen und Textbeiträgen. Helge Schneider dürfte wohl der bislang einzige Solo-Künstler sein, der gleich seiner ersten Platte den Titel Seine größten Erfolge gab. 1999 gründete er die Band Firefuckers und machte einen kurzen Ausflug in die Rockmusik. 2004 und 2005 tourte er mit einem Jazztrio, bestehend aus dem Schlagzeuger Pete York und dem Bassisten Jimmy Woode, die auch als Schauspieler in seinem vierten Film Jazzclub – Der frühe Vogel fängt den Wurm mitwirkten. Doch auch Soloauftritte gehören von Beginn an zu Schneiders Repertoire. Auf seinem Album I Brake Together sind Pete York, Sandro Giampietro und Rudi Contra als Musiker mit von der Partie.
2006 hatte Schneider einen Gastbeitrag auf der Jubiläumsplatte 26½ von Fehlfarben. 2008 machte er im Duett mit Udo Lindenberg auf dessen Album Stark wie zwei auf sich aufmerksam. Schneider hatte Lindenberg zuvor jahrelang in seinen Live-Programmen parodiert. Am 3. Juli 2010 gab Helge Schneider zusammen mit dem kanadischen Musiker Chilly Gonzales ein Konzert in Duisburg. Dabei saßen sich die beiden Pianisten an zwei Flügeln gegenüber und inszenierten ein musikalisches Duell.
Auf dem 2. Zeltfestival Rhein-Neckar in Mannheim im Juni 2017 lernte Helge Schneider die Heavy-Metal-Sängerin Doro Pesch kennen, die dort ebenfalls einen Auftritt hatte. Anschließend nahm Schneider mit Doro gemeinsam den Song Backstage to Heaven im Tonstudio auf, bei dem er Saxophon spielt und der sich auf dem Doro-Doppelalbum Forever Warriors / Forever United befindet, das im August 2018 erschien.

### Hörspiel
Von 1979 bis 1984 entstanden Schneiders frühe Hörspiele. Die im Keller seines Freundes Haym Hüttner auf einem Achtspurgerät aufgenommenen, von Schneider allein gesprochenen Stücke sind atmosphärische Momentaufnahmen, die teilweise autobiografisch aus dem Alltag des Ruhrgebiets schöpfen und diesen persiflieren. Laut Schneider entstand ein Großteil der Dialoge und Charaktere aus auf der Straße aufgeschnappten Satzfetzen und Gesprächen am Nebentisch, die bei nächtlichen Aufnahmen zu improvisierten Sprachexperimenten verbunden wurden. Auch Radio- und Fernsehsendungen wie Nachrichten, Sportschau und Werbung wurden nachempfunden.
Die einzelnen Stimmen wurden stets nacheinander aufgenommen, teilweise verfremdet und schließlich zusammengeführt. Durch dieses einfache technische Verfahren entsteht der Eindruck, es wären mehrere Charaktere gleichzeitig zu hören, teilweise bis zu fünf, die sich im Gespräch befinden. Bedingt durch die zeitversetzte Aufnahme können sich die „Sprecher“ allerdings nicht gegenseitig hören und fallen sich mitunter ins Wort oder reden aneinander vorbei. Dieser Effekt wurde von Schneider beabsichtigt und gibt den Hörspielen eine latent kommunikationskritische Färbung.
Auf seinen Alben sowie bei seinen Auftritten greift Schneider gelegentlich auf die Form des Hörspiels zurück.

### Film
Zwischen 1993 und 2013 drehte Schneider fünf Kinofilme (siehe Filmografie). Sie zeichnen sich durch eine grotesk-komische Wirkung aus. Wie auch Schneiders Bühnenarbeit wurden die Filme weitgehend improvisiert und teilweise mit einfachsten Mitteln realisiert. Film-Genres wie der Western oder der Kriminalfilm werden von Schneider persifliert (Texas – Doc Snyder hält die Welt in Atem sowie 00 Schneider – Jagd auf Nihil Baxter) und in ein kleinbürgerliches Ruhrgebiets-Ambiente mit autobiografischen Episoden übertragen.
In den 1980er Jahren war Schneider als Musiker und Schauspieler an Filmen von Werner Nekes (Johnny Flash, 1986) und Christoph Schlingensief (Menu Total, 1987, Mutters Maske, 1988) und anderen beteiligt. Die Zusammenarbeit mit Schlingensief wurde für ihn zu einer stilistischen Inspirationsquelle. Die Düsternis von Schlingensiefs Filmen und seine exzessive, am Theater orientierte Dramatik ersetzte er durch eine fröhliche, oft gewollt infantile Heimat-Atmosphäre und die augenzwinkernde Darstellung des Ruhrgebiets-Alltags.
Schneiders erste eigene Filmarbeit ist der Kurzfilm Stangenfieber (1987), der vom Land Nordrhein-Westfalen gefördert und teilweise mit demselben Stab wie dem der Schlingensief-Filme realisiert wurde. Der Film Mein Führer – Die wirklich wahrste Wahrheit über Adolf Hitler (Regie: Dani Levy) erschien im Januar 2007. Schon vor dem Filmstart distanzierte sich Schneider von dem Werk; die vor allem nach den Dreharbeiten vorgenommenen Änderungen am Ursprungskonzept sowie die Ästhetik des Films entsprächen nicht seiner Vorstellung von Humor und Komik.
Beim Anfang August 2025 in die deutschen Kinos kommenden selbstironischen Dokumentarfilm The Klimperclown hat Schneider selbst Regie geführt.

### Buch
Schneiders Romane zeichnen sich durch unkonventionellen und kreativen Umgang mit Sprache, insbesondere dem „Ruhrpott“-Deutsch, aus.
In Schneiders Kriminalromanen ermittelt Kommissar Schneider in obskuren Fällen, die durch ihre irrealen Wendungen und oft übersteigerte Beschreibung von Gewalt dadaistische Züge annehmen. Wichtig ist Schneider dabei vor allem, Persönlichkeit und Alltag der Hauptfigur zu beschreiben, was er auch in Film (00 Schneider – Jagd auf Nihil Baxter, 1994) und Theater (Aprikose, Banane, Erdbeer – Kommissar Schneider und die Satanskralle von Singapur) fortsetzte. 2004 erschien der Sammelband Arschfahl klebte der Mond am Fenster, der die ersten vier Kriminalromane enthält. Im ersten Teil seiner Autobiografie Guten Tach – Auf Wiedersehen (1992) beschreibt Schneider seine Kindheit und Jugend im kleinbürgerlichen Ruhrgebiet der 1950er-Jahre sowie seinen langsamen, von vielen Fehlschlägen und manchem kuriosen Erlebnis gesäumten Aufstieg vom Versager ohne Schulabschluss zum erfolgreichen Künstler.
In seinem Buch Eiersalat – Eine Frau geht seinen Weg (1999) nimmt Schneider die Rolle einer Frau an und schreibt ein ins Absurde überzogenes feministisches Pamphlet gegen die Männerwelt. In Globus Dei (2005) berichtet Schneider von einer fiktiven Weltreise, die ihn vom Nordpol nach Patagonien führte, und von der Begegnung mit vielen verschiedenen Kulturen und Menschen. Die Memoiren des Rodriguez Faszanatas (2006) handeln von den Bekenntnissen eines Heiratsschwindlers. Die Handlung von Eine Liebe im Sechsachteltakt (2008) mit dem Untertitel Der große abgeschlossene Schicksalsroman von Robert Fork ist in den 1930er-Jahren angesiedelt. 2011 erschien mit Satan Loco ein weiterer Roman um Kommissar Schneider.

### Theater
Helge Schneiders erstes Stück für das Theater, Mendy – das Wusical, war eine Auftragsarbeit für das Schauspielhaus Bochum und feierte dort am 17. April 2003 Premiere. Nach dem Erfolg des Musicals wurde am selben Haus am 21. Januar 2005 Schneiders zweite Theaterproduktion uraufgeführt, Aprikose, Banane, Erdbeer – Kommissar Schneider und die Satanskralle von Singapur, ein Kriminalstück nach seinem gleichnamigen Roman.

### Bildende Kunst
Schneiders Zeichnungen, die sich durch Einfachheit und einen rasanten Duktus auszeichnen, finden sich auf den Covern fast aller Alben, in den „Kommissar-Schneider“-Büchern sowie häufig auf seinen Plakaten. Oft werden Musikstücke und Erzählungen illustriert oder Bandmitglieder karikaturhaft porträtiert. Auch ein Kalender mit Zeichnungen ist erhältlich.
Die Malerei dagegen ist ein Teil im Werk Schneiders, den er bisher kaum öffentlich gemacht hat. In der vom WDR produzierten Doku Mister Katzeklo wird 50 (2005) wird ein Bild kurz gezeigt und in Testaufnahmen zu einem seiner Kino-Filme (als DVD-Extra veröffentlicht) ist ein anderes Bild im Hintergrund zu sehen. Schneiders Stil zeichnet sich durch flächige Farbigkeit und das unvermittelte Auftauchen fratzenhafter Gesichter, vergleichbar denen in seinen Zeichnungen, aus.

## Diskografie
Studioalben

| Jahr | Titel                                                                                        | Höchstplatzierung, Gesamtwochen, AuszeichnungChartplatzierungen (Jahr, Titel, Platzierungen, Wochen, Auszeichnungen, Anmerkungen) | Höchstplatzierung, Gesamtwochen, AuszeichnungChartplatzierungen (Jahr, Titel, Platzierungen, Wochen, Auszeichnungen, Anmerkungen) | Höchstplatzierung, Gesamtwochen, AuszeichnungChartplatzierungen (Jahr, Titel, Platzierungen, Wochen, Auszeichnungen, Anmerkungen) | Anmerkungen                                                 |
| Jahr | Titel                                                                                        | DE | AT | CH | Anmerkungen                                                 |
| ---- | -------------------------------------------------------------------------------------------- | --- | --- | --- | ----------------------------------------------------------- |
| 1975 | Die Gewinner des IKEA-Jazz-Festivals mit Kai Kanthak und Mash Temme als Helge Schneider Trio | — | — | — | Erstveröffentlichung: 1975 Splitalbum mit Trade Mark.       |
| 1987 | The Last Jazz                                                                                | — | — | — | Erstveröffentlichung: 1987                                  |
| 1991 | Seine größten Erfolge                                                                        | DE61 (9 Wo.)DE | — | — | Erstveröffentlichung: 1991                                  |
| 1992 | Guten Tach! mit Hardcore                                                                     | DE81 (6 Wo.)DE | — | — | Erstveröffentlichung: 1992                                  |
| 1993 | Es gibt Reis, Baby mit Hardcore                                                              | DE11 Gold · (26 Wo.)DE | — | — | Erstveröffentlichung: 24. November 1993 Verkäufe: + 250.000 |
| 1995 | Es rappelt im Karton                                                                         | DE30 (15 Wo.)DE | AT43 (1 Wo.)AT | — | Erstveröffentlichung: 30. November 1995                     |
| 1997 | Da Humm                                                                                      | DE24 (6 Wo.)DE | — | — | Erstveröffentlichung: 27. März 1997                         |
| 1999 | Eiersalat in Rock mit den Firefuckers                                                        | DE25 (8 Wo.)DE | — | — | Erstveröffentlichung: 18. Juni 1999                         |
| 1999 | Jazz mit Hardcore                                                                            | — | — | — | Erstveröffentlichung: Dezember 1999                         |
| 2003 | Out of Kaktus!                                                                               | DE20 (6 Wo.)DE | — | — | Erstveröffentlichung: 10. März 2003                         |
| 2007 | I Brake Together                                                                             | DE20 (4 Wo.)DE | AT34 (3 Wo.)AT | — | Erstveröffentlichung: 18. Januar 2007                       |
| 2013 | Sommer, Sonne, Kaktus!                                                                       | DE1 (8 Wo.)DE | AT12 (5 Wo.)AT | CH66 (1 Wo.)CH | Erstveröffentlichung: 9. August 2013                        |
| 2017 | Heart Attack No. 1 mit Pete York                                                             | DE66 (1 Wo.)DE | — | — | Erstveröffentlichung: 17. Februar 2017                      |
| 2019 | Partypeople (beim Fleischer)                                                                 | DE27 (2 Wo.)DE | — | — | Erstveröffentlichung: 2. August 2019                        |
| 2020 | Mama                                                                                         | DE15 (4 Wo.)DE | AT54 (1 Wo.)AT | — | Erstveröffentlichung: 28. August 2020                       |
| 2021 | Die Reaktion – The Last Jazz, Vol. II                                                        | DE9 (2 Wo.)DE | — | — | Erstveröffentlichung: 16. Juli 2021                         |
| 2023 | Torero                                                                                       | DE18 (1 Wo.)DE | — | — | Erstveröffentlichung: 3. März 2023                          |

grau schraffiert: keine Chartdaten aus diesem Jahr verfügbar

## Hörbücher
- 1992: Weihnachten bei van den Bergs
- 1998: Martin Streletz Martin, sein Vater und die vertraute Stimme (mitwirkend)
- 2000: Eiersalat – Eine Frau geht seinen Weg
- 2003: Alice im Wunderland (mitwirkend)
- 2004: Geoff Dyer But Beautiful: ein Buch über Jazz (mitwirkend)
- 2004: Mendy – das Wusical
- 2004: Aprikose, Banane, Erdbeer
- 2005: Globus Dei
- 2007: Die Memoiren des Rodriguez Faszanatas
- 2009: Bonbon aus Wurst
- 2011: Satan Loco

## Filmografie
DVD
- 2011: Helge Schneider – Komm hier haste ne Mark!/Live
- 2015: Lass knacken, HELGE! HELGE, der Film! HELGE, Life! (DVD+CD bzw. Bluray+CD)
- 2016: The Paket – Super Helges phantastisches Video-Sammelsurium (11-DVD-Box)

Eigene Filme
- 1987: Stangenfieber (Kurzfilm)
- 1993: Texas – Doc Snyder hält die Welt in Atem
- 1994: 00 Schneider – Jagd auf Nihil Baxter
- 1997: Praxis Dr. Hasenbein
- 2004: Jazzclub – Der frühe Vogel fängt den Wurm
- 2013: 00 Schneider – Im Wendekreis der Eidechse

- 2025: The Klimperclown, Dokumentarfilm (~ 82 Minuten), Filmwelt-Verleih[41]

Filme (mitwirkend)
- 1984: Tatort: Zweierlei Blut
- 1986: Johnny Flash
- 1986: Menu Total oder Hymen 2 – Die Schlacht der Vernunft
- 1988: Drei D
- 1988: Mutters Maske
- 1991: Manta – Der Film
- 1993: Ebbies Bluff
- 1994: Felidae (als Sprecher des Katers „Jesaja“)
- 1996: Kleines Arschloch (als Sprecher des Großvaters „Alter Sack“; Musik)
- 1997: Die 120 Tage von Bottrop (Musik)
- 2000: Käpt’n Blaubär – Der Film (als Sprecher des Bösewichts „Prof. Dr. Feinfinger“; Musik)
- 2001: Aiii shot the DJ (Videoclip von Scooter)
- 2001: Gipfeltreffen – Hermes Phettberg trifft Helge Schneider
- 2003: Don’t get stuck
- 2004: 7 Zwerge – Männer allein im Wald
- 2006: 7 Zwerge – Der Wald ist nicht genug
- 2006: Das kleine Arschloch und der alte Sack – Sterben ist Scheiße (als Sprecher des Großvaters „Alter Sack“; Musik)
- 2007: Mein Führer – Die wirklich wahrste Wahrheit über Adolf Hitler
- 2007: Hermes Phettberg, Elender
- 2008: Chaostage – We Are Punks!
- 2009: Die PARTEI
- 2013: Ohne Gnade
- 2020: Die Känguru-Chroniken

Dokumentationen
- 2015: Mülheim Texas – Helge Schneider hier und dort (Mitwirkung)

## Veröffentlichungen

### Kommissar-Schneider-Romane
- 1994: Zieh dich aus, du alte Hippe – Kriminalroman
- 1995: Das scharlachrote Kampfhuhn · Kommissar Schneiders letzter Fall
- 1996: Der Mörder mit der Strumpfhose · Kommissar Schneider wird zum Elch
- 2001: Der Scheich mit der Hundehaarallergie · Kommissar Schneider flippt extrem aus
- 2004: Aprikose, Banane, Erdbeer · Kommissar Schneider und die Satanskralle von Singapur
- 2011: Satan Loco
- 2023: Stepptanz: Kommissar Schneider versteht die Welt nicht mehr, Kiepenheuer & Witsch, Köln 2023, ISBN 978-3-462-00587-5.

### Weitere Bücher
- 1992: Guten Tach. Auf Wiedersehn. Autobiographie, Teil 1
- 1999: Eiersalat – Eine Frau geht seinen Weg
- 2005: Globus Dei – Vom Nordpol bis Patagonien
- 2006: Die Memoiren des Rodriguez Faszanatas. Bekenntnisse eines Heiratsschwindlers
- 2008: Eine Liebe im Sechsachteltakt. Der große abgeschlossene Schicksalsroman von Robert Fork
- 2009: Bonbon aus Wurst: Mein Leben
- 2015: Orang Utan Klaus. Helges Geschichten

## Theaterproduktionen
- 2003: Mendy – das Wusical (als DVD-Mitschnitt erhältlich)
- 2005: Aprikose, Banane, Erdbeer – Kommissar Schneider und die Satanskralle von Singapur

## Konzerte / Auftritte / Tour

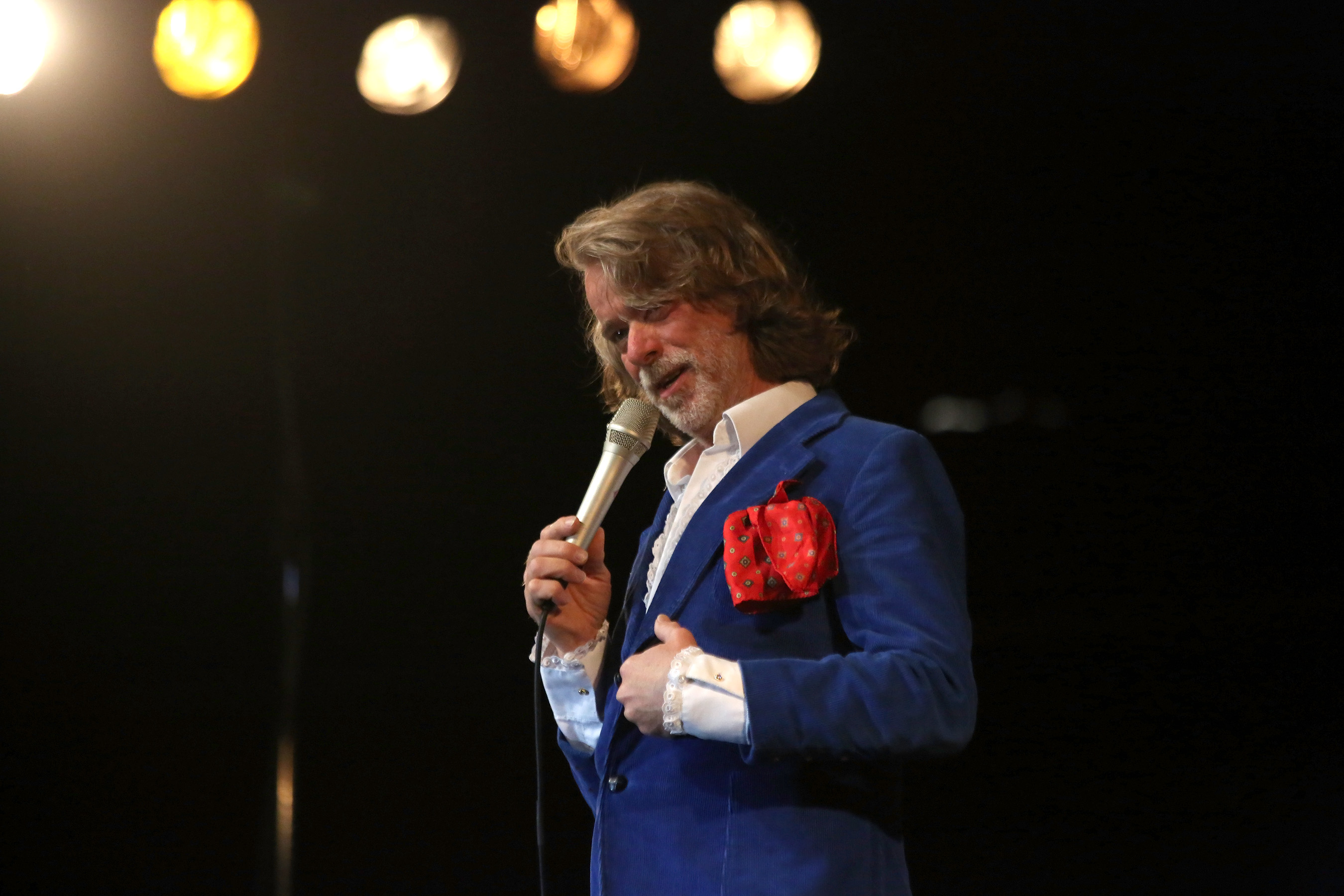
Helge Schneider (Jazz Fest Wien 2013)

- 1993: Es gibt Reis, Baby (August–)
- 1994: Es gibt Reis, Baby (–Februar)
- 1995: Comeback-Tour
- 1996: Comeback-Tour
- 1996: Helge Schneider und Orchester
- 1997: Da Humm Tour (Mai–August)
- 1998: Der Tastengott kommt auf ein Tässchen Tee vorbei
- 1999: Helge Schneider & the Firefuckers (Mai–Juli)
- 1999: Come with me in the Year 2000 (Dezember–)
- 2000: Come with me in the Year 2000 (–März)
- 2000: Helge Schneider & Hardcore: Hefte raus – Klassenarbeit Tour (Oktober–)
- 2001: Helge Schneider & Hardcore: Hefte raus – Klassenarbeit Tour (–Juli)
- 2001: Plautze voll (August–) Tour
- 2002: Plautze voll (März) Tour
- 2003: Verzeih mir, Baby Tour
- 2004: Füttern verboten! Tour
- 2005: Füttern verboten! Tour
- 2005: Kampf in Weltall Tour
- 2006: Frozen smile Tour
- 2006: I brake together Tour
- 2007: I brake together Tour
- 2008: Akopalüze Nau Tour (Februar–November)
- 2009: Wullewupp Kartoffelsupp
- 2009: Cirque du Kautz Tour
- 2009: Helge Schneider: Weihnachtskonzerte
- 2009: Komm hier haste ne Mark (Herbst/Winter)
- 2010: Komm hier haste ne Mark (Frühjahr)
- 2010: Buxe voll (Herbst/Winter)
- 2011: Buxe voll (Frühjahr)
- 2011: Helge Schneiders Original Holzkopp Orgel Trio (Herbst)
- 2012: Rettung naht: Superhelgi auf Tour
- 2013: Bunter Sommerabend mit Musik und Quatsch
- 2014: Pretty Joe und die Dorfschönheiten
- 2016: Lass k(n)acken, Oppa!
- 2017: 240 Years of „Singende Herrentorte“ (Sommershow 2017)
- 2018: Ene mene mopel!
- 2019: Pflaumenmus-Tour
- 2020–2021: Teilnahme am Free European Song Contest
- 2023: Der letzte Torero (Februar-)
- 2024: Katzeklo auf Räder-Tour
- 2025: Ein Mann und seine Musik

## Auszeichnungen
- 1975: Preisträger beim IKEA-Jazz-Festival
- 1983: Förderpreis des Ruhrkreises für Kunst und Wissenschaft der Stadt Mülheim an der Ruhr
- 1994: Echo-Award für „Katzeklo“
- 1995: RSH-Gold für „Katzeklo“[42]
- 1995: Goldene Schallplatte 1-mal Gold für „Es gibt Reis, Baby“
- 1997: Tegtmeiers Erben (1. verliehener Tegtmeier als Ehrenpreis, zusammen mit Tana Schanzara)[43]
- 2000: Deutscher Comedypreis Beste Musik-Comedy
- 2004: Prix Pantheon (Sonderpreis Reif und bekloppt)
- 2005: Deutscher Comedypreis (Ehrenpreis für sein Lebenswerk)
- 2005: Ruhrpreis für Kunst und Wissenschaft der Stadt Mülheim an der Ruhr
- 2008: Klavierspieler des Jahres, verliehen vom Bundesverband Klavier[44]
- 2008: Satirepreis Goldenes Schlitzohr[45]
- 2009: Satirepreis Göttinger Elch[46][47]
- 2012: Großer Karl-Valentin-Preis[48]
- 2016: Deutscher Kleinkunstpreis Ehrenpreis des Landes Rheinland-Pfalz
- 2016: Das große Kleinkunstfestival Ehrenpreis
- 2017: Bayerischer Kabarettpreis Ehrenpreis
- 2018: Joachim-Ernst-Berendt-Ehrenpreis der Stadt Baden-Baden[49]
- 2018: Recklinghäuser Hurz, Hauptpreis Der-Wolf-und-das-Lamm-Hurz[50]
- 2019: Zelt-Musik-Festival Freiburg im Breisgau Ehrenpreis
- 2022: Kasseler Literaturpreis für grotesken Humor[51]
- 2023: Kunstpreis des Landes Nordrhein-Westfalen[52]
- 2023: Arosa Humorfüller[53]
- 2024: Münchhausen-Preis[24]